# فلو فري
فلو فري (بالعربية:التدفق الحر) (بالإنجليزية:Flow Free) هي لعبة فيديو ألغاز أنتجت عام 2012 من تطوير ونشر شركة ألعاب البط الكبير وتعمل على نظامي آي أو إس والأندرويد.

## روابط خارجية
- الموقع الرسمي